# Världsmästerskapen i skidflygning 2020
Världsmästerskapen i skidflygning 2020 arrangerades mellan den 10 och 13 december 2020 i Planica i Slovenien. Det var den 26:e upplagan av världsmästerskapen i skidflygning.
Mästerskapet var ursprungligen planerad att arrangeras mellan den 19 och 22 mars 2020, men blev den 12 mars 2020 framflyttad till kommande säsong på grund av covid-19-pandemin.
Karl Geiger från Tyskland blev världsmästare individuellt medan Halvor Egner Granerud från Norge tog silver och Markus Eisenbichler från Tyskland tog brons. Lagtävlingen vanns av Norge med Daniel-André Tande, Johann André Forfang, Robert Johansson och Halvor Egner Granerud i laget. Tyskland tog silver och Polen tog brons.

## Program
| Datum            | Omgång                 | Längsta hopp                                  | Meter                                         |
| ---------------- | ---------------------- | --------------------------------------------- | --------------------------------------------- |
| 8 december 2020  | Testomgång             | avbrutet på grund av kraftigt snöväder; 70 cm | avbrutet på grund av kraftigt snöväder; 70 cm |
| 9 december 2020  | Testomgång             | Lovro Kos                                     | 225,0                                         |
| 10 december 2020 | Officiell träning      | Michael Hayböck                               | 241,0                                         |
| 10 december 2020 | Kvalomgång             | Michael Hayböck                               | 242,5                                         |
| 11 december 2020 | Omgång 1, individuellt | Michael Hayböck                               | 245,5                                         |
| 11 december 2020 | Omgång 2, individuellt | Markus Eisenbichler                           | 247,0                                         |
| 12 december 2020 | Omgång 3, individuellt | Karl Geiger                                   | 240,5                                         |
| 12 december 2020 | Omgång 4, individuellt | Halvor Egner Granerud                         | 243,0                                         |
| 13 december 2020 | Omgång 1, lagtävling   | Karl Geiger                                   | 238,0                                         |
| 13 december 2020 | Omgång 2, lagtävling   | Markus Eisenbichler                           | 236,5                                         |

## Resultat

### Indivduellt
| Placering | Idrottare                   | Dag 1    | Dag 1    | Dag 1    | Dag 1    | Dag 2    | Dag 2    | Dag 2    | Dag 2    | Poäng totalt |
| Placering | Idrottare                   | Omgång 1 | Omgång 1 | Omgång 2 | Omgång 2 | Omgång 3 | Omgång 3 | Omgång 4 | Omgång 4 | Poäng totalt |
| --------- | --------------------------- | -------- | -------- | -------- | -------- | -------- | -------- | -------- | -------- | ------------ |
| 1         | Karl Geiger (GER)           | 241,0 m  | 223,4 p  | 223,5 m  | 207,8 p  | 240,5 m  | 228,0 p  | 231,5 m  | 218,0 p  | 877,2 p      |
| 2         | Halvor Egner Granerud (NOR) | 221,0 m  | 209,3 p  | 229,5 m  | 217,3 p  | 239,0 m  | 224,9 p  | 243,0 m  | 225,2 p  | 876,7 p      |
| 3         | Markus Eisenbichler (GER)   | 220,0 m  | 205,4 p  | 247,0 m  | 220,3 p  | 234,5 m  | 217,3 p  | 230,0 m  | 216,3 p  | 859,3 p      |
| 4         | Michael Hayböck (AUT)       | 245,5 m  | 221,1 p  | 217,0 m  | 201,8 p  | 237,5 m  | 219,1 p  | 220,5 m  | 203,1 p  | 845,1 p      |
| 5         | Robert Johansson (NOR)      | 220,0 m  | 202,5 p  | 228,5 m  | 208,9 p  | 228,0 m  | 211,5 p  | 232,0 m  | 218,1 p  | 841,0 p      |
| 6         | Yukiya Satō (JPN)           | 222,0 m  | 203,3 p  | 229,0 m  | 205,6 p  | 228,0 m  | 212,6 p  | 229,0 m  | 213,6 p  | 835,1 p      |
| 7         | Piotr Żyła (POL)            | 221,5 m  | 202,1 p  | 224,5 m  | 206,4 p  | 227,0 m  | 211,2 p  | 224,5 m  | 208,9 p  | 828,6 p      |
| 8         | Kamil Stoch (POL)           | 213,0 m  | 187,5 p  | 229,0 m  | 211,5 p  | 223,0 m  | 205,7 p  | 222,5 m  | 203,8 p  | 808,5 p      |
| 9         | Jevgenij Klimov (RUS)       | 237,0 m  | 213,8 p  | 208,0 m  | 183,2 p  | 222,5 m  | 203,9 p  | 220,0 m  | 201,3 p  | 802,2 p      |
| 10        | Andrzej Stękała (POL)       | 224,5 m  | 201,9 p  | 215,5 m  | 194,6 p  | 224,5 m  | 205,3 p  | 212,0 m  | 190,6 p  | 792,4 p      |

### Lagtävling
| Placering | Land                                                                                   | Omgång 1                | Omgång 1                | Omgång 2                | Omgång 2                | Poäng totalt |
| Placering | Land                                                                                   | Längd                   | Poäng                   | Längd                   | Poäng                   | Poäng totalt |
| --------- | -------------------------------------------------------------------------------------- | ----------------------- | ----------------------- | ----------------------- | ----------------------- | ------------ |
| 1         | NorgeDaniel-André Tande Johann André Forfang Robert Johansson Halvor Egner Granerud    | 227,5 217,0 220,0 235,0 | 213,7 198,5 212,4 238,3 | 225,5 202,5 229,5 234,5 | 212,2 181,0 221,5 250,1 | 1727,7       |
| 2         | TysklandConstantin Schmid Pius Paschke Markus Eisenbichler Karl Geiger                 | 220,5 220,0 230,0 238,0 | 205,2 201,1 227,3 240,4 | 207,5 223,5 236,5 224,5 | 184,8 206,8 226,6 216,3 | 1708,5       |
| 3         | PolenPiotr Żyła Andrzej Stękała Kamil Stoch Dawid Kubacki                              | 226,0 228,0 205,5 211.0 | 212,2 214,0 194,6 196,8 | 234,0 229,0 224,0 209,0 | 219,4 216,2 216,1 196,2 | 1665,5       |
| 4         | SlovenienDomen Prevc Peter Prevc Bor Pavlovčič Anže Lanišek                            | 211,0 221,0 186,5 231,0 | 189,5 201,5 164,7 223,6 | 226,0 218,5 201,0 231,5 | 208,6 196,9 180,1 225,1 | 1609,9       |
| 5         | JapanKeiichi Satō Naoki Nakamura Ryoyu Kobayashi Yukiya Satō                           | 202,0 200,5 207,0 217,5 | 176,3 172,9 194,5 208,6 | 202,0 182,5 203,5 226,0 | 175,2 149,2 184,6 222,2 | 1483,5       |
| 6         | ÖsterrikePhilipp Aschenwald Gregor Schlierenzauer Timon-Pascal Kahofer Michael Hayböck | 206,5 202,5 129,5 223,5 | 184,9 178,9 87,9 213,8  | 216,5 190,0 197,0 231,0 | 196,6 161,9 169,6 228,5 | 1422,1       |
| 7         | RysslandIlja Mankov Danil Sadrejev Michail Nazarov Jevgenij Klimov                     | 200,0 203,0 86,5 193,0  | 172,5 177,4 164,7 172,6 | 187,0 192,5 187,0 203,5 | 153,1 163,5 163,2 189,3 | 1356,3       |
| 8         | FinlandNiko Kytösaho Jarkko Määttä Eetu Nousiainen Antti Aalto                         | 192,0 186,5 167,5 183,5 | 162,3 153,3 145,4 162,6 | 205,0 180,0 177,0 194,5 | 177,7 151,8 151,2 180,5 | 1284,8       |